# Síndrome de quebra-nozes

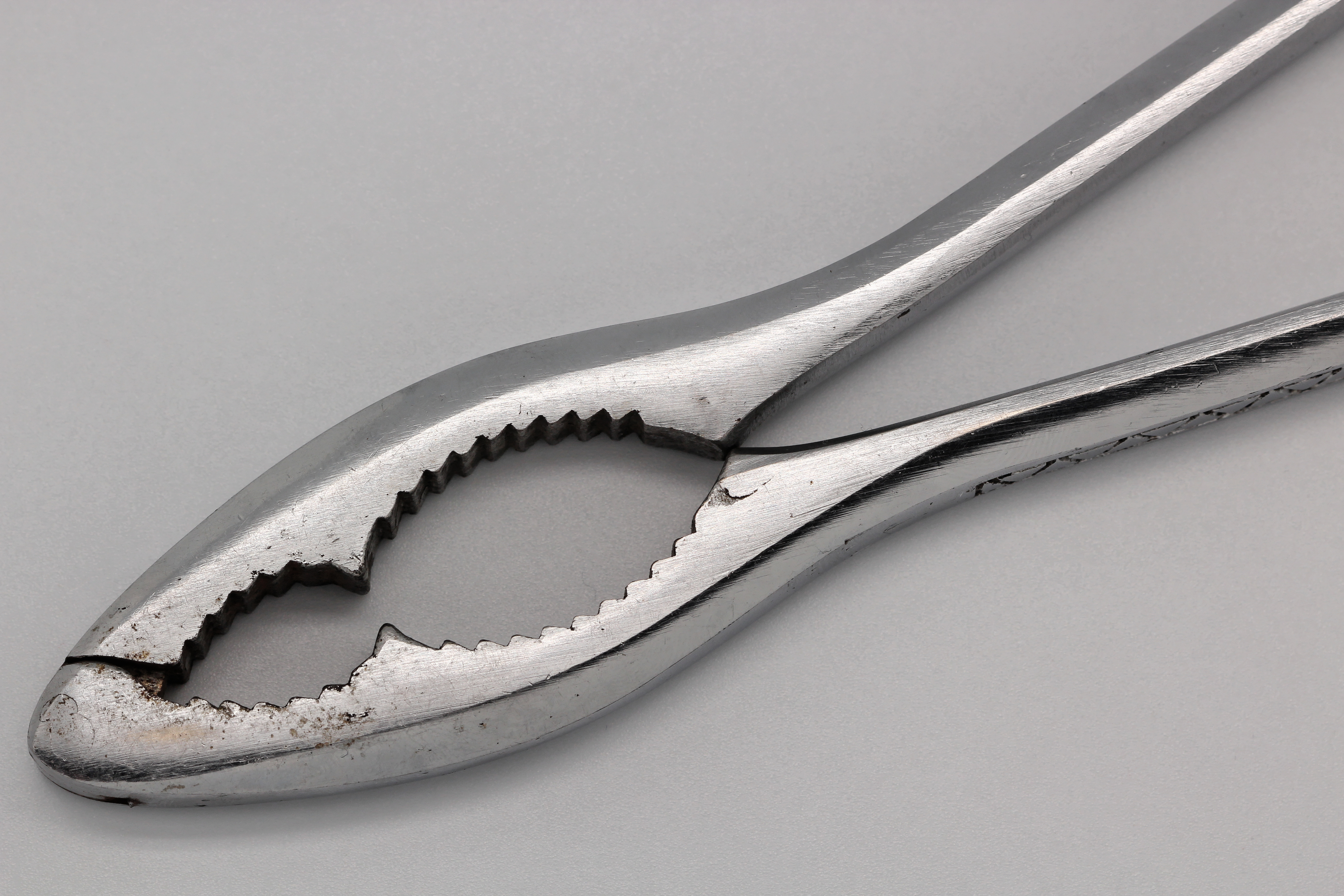
Uma foto de um quebra-nozes. As pernas deste quebra-nozes poderiam representar a artéria mesentérica superior e a aorta abdominal.

A síndrome de quebra-nozes surge através de uma compressão da veia renal esquerda entre a artéria mesentérica superior e a aorta abdominal.

## Sinais e sintomas
Frequentemente não há queixas. Raramente há uma dificuldade na circulação venosa da veia ovárica, veia testicular (varicocele), levando a um surgimento de varizes das veias da pelve menor.
Na urina podem ser observados sangue (hematúria) e proteínas (proteinúria), especialmente quando a pessoa está em pé (proteinúria ortostática). Ocasionalmente há dores na pelve ou no flanco direito.
Em homens, as consequências da varicocele podem ser dor nos testículos e distúrbios no desenvolvimento de espermatozóides. Em mulheres, as varizes na pelve podem causar dor à pressão na região dos ovários e dores na relação sexual (dispareunia).

## Diagnóstico
Os métodos utilizados para o diagnóstico são o ultrassom doppler, tomografia computadorizada e ressonância magnética. A certeza do diagnóstico só é dado através de flebografia (contraste injetado nas veias renais) e aferição da pressão na veia renal e veia cava inferior.

## Terapia
Os procedimentos cirúrgicos são a nefrectomia (remoção do rim), nefropexia (fixação cirúrgica do rim), desvio cirúrgico das veias renais ou transplante do rim esquerdo na pelve (auto-transplante). Alternativamente pode ser colocado um stent na veia renal esquerda, para mantê-la aberta.